# Rhodopsalta microdora
Rhodopsalta microdora är en insektsart som först beskrevs av Hudson 1936.  Rhodopsalta microdora ingår i släktet Rhodopsalta och familjen cikador. Inga underarter finns listade i Catalogue of Life.